# Stade du Hainaut
Das Stade du Hainaut (Projektname: Stade Nungesser II, deutsch: Hennegau-Stadion) ist ein Fußballstadion in der französischen Stadt Valenciennes, Département Nord. Der Fußballverein FC Valenciennes trägt hier seine Heimspiele aus.

## Geschichte
Im Jahr 2008 begannen die Bauarbeiten an dem modernen Fußballstadion. Es wird im Stadtviertel Nungesser, südlich von Valenciennes, gebaut. In der Nähe bestehen bereits eine Sporthalle und Tennisplätze und seit Juni 2006 lässt es sich von der Stadt aus per Straßenbahn erreichen.
Es hat eine Kapazität von 24.926 Zuschauern bei Fußballspielen gegenüber den 16.547 im alten Stade Nungesser. Bei Konzerten oder anderen Veranstaltungen sind bis zu 40.000 Zuschauer möglich.
Im Juli 2009 hob das Verwaltungsgericht Lille die Baugenehmigung für das Stadion auf. Dieses Urteil wurde vom Oberverwaltungsgericht Douai im Oktober bestätigt. Die Eröffnung der Arena wurde daraufhin auf Januar 2011 verschoben.
Im Oktober 2010 verkündete der Vereinspräsident des FC Valenciennes, Francis Decourrière, dass das Stadion im Frühjahr 2011 fertig werde und der FC Valenciennes in der Saison 2011/12 im neuen Stadion spielen kann. Die Kosten von 75 Mio. Euro teilen sich der Gemeindeverband Communauté d’agglomération de Valenciennes Métropole (55 Mio. Euro) und die Region Nord-Pas-de-Calais (20 Mio. Euro). Nach einem Beschluss der kommunalen Eigentümer wird das Nungesser II zunächst nach der Region, in der es liegt, benannt und Stade du Hainaut heißen. Eine spätere Umbenennung durch einen Sponsoren ist aber nicht ausgeschlossen. Der Baubeginn war im Mai 2008; die Eröffnung fand am 26. Juli 2011 statt, als der heimische FC Valenciennes Borussia Dortmund vor 22.778 Zuschauern empfing und ihm mit 0:1 unterlag.
Am 27. Mai 2012 feierte das neue Stadion Länderspiel-Premiere. Die französische Fußballnationalmannschaft empfing Island zu einem Testspiel zur EM 2012. Nach einem 0:2-Rückstand zur Pause siegten die Gastgeber am Ende mit 3:2 Toren.
Im Frauenfußball war das Stade du Hainaut eines von neun Stadien bei der Weltmeisterschaft 2019; bei der Premiere des Tournoi de France im Frühjahr 2020 fanden drei der sechs Begegnungen darin statt.

## Spiele der Fußball-Weltmeisterschaft der Frauen 2019 in Valenciennes
|                              |   |             |           |
| 9. Juni 2019, Gruppe C       |   |             |           |
| Australien                   | – | Italien     | 1:2 (1:0) |
| 12. Juni 2019, Gruppe B      |   |             |           |
| Deutschland                  | – | Spanien     | 1:0 (1:0) |
| 15. Juni 2019, Gruppe E      |   |             |           |
| Niederlande                  | – | Kamerun     | 3:1 (1:1) |
| 18. Juni 2019, Gruppe C      |   |             |           |
| Italien                      | – | Brasilien   | 0:1 (0:0) |
| 23. Juni 2019, Achtelfinale  |   |             |           |
| England                      | – | Kamerun     | 3:0 (2:0) |
| 29. Juni 2019, Viertelfinale |   |             |           |
| Italien                      | – | Niederlande | 0:2 (0:0) |

## Galerie

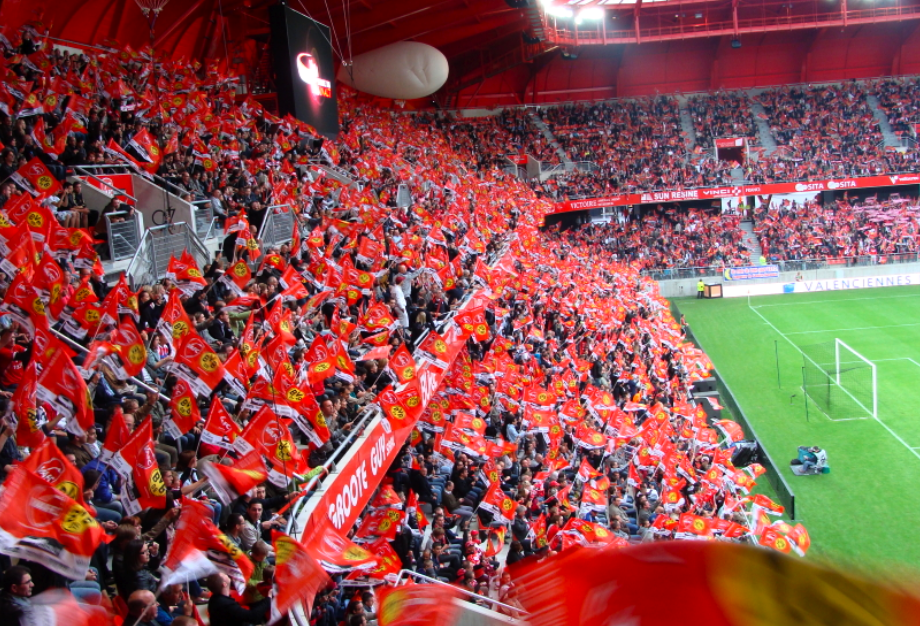
Fans bei der Eröffnung des Stadions